# Ken Hughes
Kenneth Graham Hughes (* 19. Januar 1922 in Liverpool; † 28. April 2001 in Los Angeles, Kalifornien) war ein britischer Filmregisseur, Drehbuchautor und Filmproduzent. Er inszenierte über 30 Spielfilme, darunter Kinoproduktionen wie William Somerset Maughams Der Menschen Hörigkeit, Tschitti Tschitti Bäng Bäng oder Cromwell – Krieg dem König.

## Leben und Werk
Kenneth Graham Hughes, geboren 1922 in Liverpool, gewann einen Amateurfilm-Preis im Alter von 14 Jahren und ging später zur BBC, um dort als Sound-Effekte Assistent zu arbeiten. Er arbeitete als Filmvorführer, Tontechniker und Dokumentarfilmer, bevor er 1952 mit Wide Boy seinen ersten kleinen Spielfilm drehte.
Mitte der 1950er Jahre wurde er bekannt als kompetenter Leiter von Low-Budget-Filmen wie Das Geheimnis des roten Affen (1954), Sieben Sekunden zu spät (1955), Legion der Hölle (1955), Keiner ging an ihr vorbei (1956) oder Die Fahrt in den Abgrund (1957).
In seiner Oscar-Wilde-Verfilmung von 1960 Der Mann mit der grünen Nelke in den Hauptrollen spielten bereits Stars wie Peter Finch, Yvonne Mitchell und James Mason, mit diesem Film gelang ihm ein erster kommerzieller Achtungserfolg. Auch die internationale Filmkritik fand viel Lob. Zusammen mit Irving Allen wurde er bei den Golden Globe Awards 1961 ausgezeichnet.
Im Jahr 1964 inszenierte er Kim Novak in einer Adaption von William Somerset Maughams "Der Menschen Hörigkeit". Der Film ging als offizieller Wettbewerbsbeitrag bei den Internationalen Filmfestspielen in Berlin ins Rennen.
1966 fungierte Ken Hughes bei der Tony Curtis Krimikomödie Arrivederci, Baby neben seiner Tätigkeit als Regisseur auch als Drehbuchautor und Produzent des Films. 1967 war er einer von den fünf Regisseuren, neben John Huston, Joseph McGrath, Val Guest und Robert Parrish die an der legendären Ian Fleming James Bond Parodie Casino Royale mit David Niven, Peter Sellers und Woody Allen mitwirkten.
Ein Jahr später 1968 inszenierte er für den Bond Produzenten Albert R. Broccoli nach Ian Flemings Roman das Musical Tschitti Tschitti Bäng Bäng mit Starbesetzung. Es spielten Dick Van Dyke, Sally Ann Howes, Lionel Jeffries und Gert Fröbe.
Im Jahr 1970 verfilmte er mit Richard Harris in der Rolle des Lordprotektors von England Oliver Cromwell und Alec Guinness als König Charles I das Historien Epos Cromwell – Krieg dem König, ausgezeichnet mit dem Oscar in der Kategorie Bestes Kostümdesign von Vittorio Nino Novarese und nominiert in der Kategorie Beste Filmmusik mit einer dramatischen und herausragenden Musik vom Komponisten Frank Cordell.
1974 folgte der Thriller Ein Mann stellt eine Falle mit James Coburn in der Hauptrolle. Zwei Jahre später die Komödie Alfie, der liebestolle Schürzenjäger mit dem Sänger Alan Price und Jill Townsend. Nach Sextette einem wenig erfolgreichen Musical mit Mae West und Timothy Dalton inszenierte er mit Rachel Ward 1981 seinen letzten Kinofilm.
Ken Hughes war über 50 Jahre in der Filmindustrie tätig. Er drehte über 30 Spielfilme in allen Genres, schrieb die meisten Drehbücher zu seinen Filmen selbst und produzierte auch zwei seiner Filme in eigener Verantwortung, einen davon 1958 für das Fernsehen.
Als Ken Hughes am 28. April 2001 im Alter von 79 Jahren in Los Angeles stirbt, hinterlässt er seine Frau Charlotte Hughes und seine Tochter Melinda Hughes, die als Opernsängerin in London lebt.

## Rezeption
“Ken Hughes experienced one of the more fluctuating careers among post-war British film-makers. For most of the 1950s he was clearly marked as a director of promise, a reliable crafter of slick, lively crime thrillers.”

„Ken Hughes erlebt eine der typisch schwankenden Nachkriegs-Karrieren als britischer Filmemacher. Für die meisten 1950er wurde er eindeutig zum Regisseur der Verheißung, ein zuverlässiger Handwerker der intelligente, lebhafte Krimis markiert“

## Auszeichnungen
- 1961: Auszeichnung mit dem Golden Globe Award in der Kategorie Bester ausländischer Film in englischer Sprache für den Film Der Mann mit der grünen Nelke für Irving Allen und Ken Hughes
- 1961: Nominierung in der Kategorie British Academy Award für den Besten Film für Der Mann mit der grünen Nelke

## Filmografie (Auswahl)
Kino
- 1954: Das Geheimnis des roten Affen (Little Red Monkey)
- 1955: Sieben Sekunden zu spät (Timeslip)
- 1955: Legion der Hölle (Joe MacBeth)
- 1956: Keiner ging an ihr vorbei (Wicked as They Come)
- 1957: Die Fahrt in den Abgrund (The Long Haul)
- 1960: Der Mann mit der grünen Nelke (The Trials of Oscar Wilde)
- 1964: Der Menschen Hörigkeit (Of Human Bondage)
- 1966: Arrivederci, Baby (Drop Dead Darling)
- 1967: Casino Royale nur die Berlin Sequenzen
- 1968: Tschitti Tschitti Bäng Bäng (Chitty Chitty Bang Bang)
- 1970: Cromwell – Krieg dem König (Cromwell)
- 1974: Ein Mann stellt eine Falle (The Internecine Project)
- 1976: Alfie, der liebestolle Schürzenjäger (Alfie Darling)
- 1978: Sextette
- 1981: Terror Eyes – Der Frauenköpfer (Night School)

Fernsehen
- 1958: Sammy
- 1963: Der Gehetzte von Soho (The Small World of Sammy Lee)
- 1964: Espionage (2 Folgen, Snow on Mount Kama, We the Hunted)